# Evil Dead II
Evil Dead II (titulada Terroríficamente muertos en España, El despertar del Diablo 2 en México, Evil Dead 2: Noche alucinante o Muertos malditos 2 en Argentina y Los muertos diabólicos 2 en Perú) es una película de terror estadounidense de 1987 dirigida por Sam Raimi. Es la segunda parte de la cinta The Evil Dead. Fue protagonizada por Bruce Campbell, quien repite su rol de Ashley J. "Ash" William y por Sarah Berry, como Annie Knowby. La saga tuvo una tercera parte, titulada Army of Darkness.

## Argumento
La película está protagonizada por Ash Williams (Bruce Campbell), quien junto a su novia Linda (Denise Bixler) se va de vacaciones a una cabaña abandonada en el bosque. En la cabaña, Ash encuentra un Magnetófono y escucha la cinta que contiene; la voz de la grabación corresponde al antiguo dueño del lugar, un profesor de arqueología que recita algunos pasajes del Necronomicón Ex Mortis o "Libro de los Muertos", que descubrió en unas excavaciones. Las palabras de la grabación despiertan a un antiguo espíritu del bosque, que mata y posee a Linda. Ash, en defensa propia, termina decapitando a su novia poseída. Tras enterrar el cadáver de Linda, Ash es poseído momentáneamente por el espíritu, hasta que amanece. El protagonista intenta huir del lugar, pero descubre que el puente por el cual entró al bosque fue destruido. Tras esto, Ash se ve forzado a amputarse la mano con una motosierra, ya que estaba poseída por el espíritu.
Mientras Ash lucha contra las fuerzas del espíritu, la hija del profesor, Annie (Sarah Berry), y su compañero Ed Getley (Richard Domeier) regresan de la excavación con más páginas del Necronomicón Ex Mortis, pero se encuentran con el puente que lleva a la cabaña totalmente destruido. Tras esto encuentran a una pareja de jóvenes, Jake (Dan Hicks) y Bobby Joe (Kassie Wesley), que los ayudan a llegar a la cabaña a través de otro camino. Cuando logran llegar al lugar, encuentran a Ash al borde de la locura tras su lucha con la fuerza maligna. 
Al principio, Ash es confundido por los recién llegados con un asesino, ya que disparó contra ellos a través de la puerta confundiéndoles con el espíritu. Sin embargo, los cuatro se enteran de la verdad tras escuchar una grabación del padre de Annie, el profesor Knowby (John Peaks), que narra cómo su esposa Henrietta fue poseída y enterrada en el sótano de la cabaña. Tras esto, Ed es poseído por el espíritu, pero Ash logra matarlo. Bobby Joe intenta escapar, pero es atacada por los árboles, siendo arrastrada hasta su muerte. Ash es poseído una vez más y ataca al resto de sus compañeros, golpeando a Jake. Annie se refugia en la cabaña y apuñala accidentalmente a Jake, que posteriormente es atrapado y asesinado por el cuerpo poseído de Henrietta. Ash intenta matar a Annie, pero vuelve a la normalidad cuando ve el collar de Linda.
Ash, con la ayuda de Annie, modifica la motosierra y la adhiere a su muñeca, en el lugar donde estaba su mano amputada. Finalmente encuentra las páginas que faltan del Necronomicón y mata a Henrietta, que se había convertido en un monstruo de cuello largo. Annie recita un conjuro que envía al espíritu maligno de vuelta a donde vino. El encantamiento abre un portal que no sólo arrastra al espíritu, sino también a los árboles cercanos, al automóvil de Ash, y al mismo protagonista. Mientras esto sucede, la mano poseída de Ash apuñala a Annie con una daga.
Ash es transportado junto a su automóvil al año 1300, donde un grupo de caballeros lo confunde con un demonio. Cuando están a punto de matarlo, son distraídos por la aparición de un verdadero demonio con apariencia de arpía. Ash mata al demonio con su escopeta y es aclamado por los caballeros como un héroe que ha venido a salvar al reino. Al darse cuenta de su situación actual, Ash se descompone y grita "¡No!".

## Reparto
| Actor           | Personaje               |
| --------------- | ----------------------- |
| Bruce Campbell  | Ashley J. "Ash" William |
| Sarah Berry     | Annie Knowby            |
| Dan Hicks       | Jake                    |
| Kassie Wesley   | Bobby Joe               |
| Ted Raimi       | Henrietta poseída       |
| Denise Bixler   | Linda                   |
| Richard Domeier | Profesor Ed Getley      |
| John Peaks      | Profesor Raymond Knowby |
| Lou Hancock     | Henrietta Knowby        |

## Producción
Tras el fracaso económico de su película Crimewave (1986), que escribió junto a los hermanos Coen, el director Sam Raimi buscó una manera de mantener viva su carrera cinematográfica. Gracias a la sugerencia de su representante Irvin Shapiro, Raimi comenzó a escribir el guion de la segunda parte de The Evil Dead (1981). El director decidió incluir elementos cómicos en la cinta, con un humor inspirado en el trabajo de Los tres chiflados. Para financiar el proyecto, Sam Raimi y Robert Tapert hablaron con el productor Dino De Laurentiis, quien finalmente aceptó. La película contó con un presupuesto estimado de 3,6 millones de dólares.
Durante el rodaje de la cinta, el equipo de producción se instaló en una escuela secundaria de Wadesboro, Carolina del Norte. Los efectos especiales estuvieron a cargo de artistas como Greg Nicotero, Mark Shostrom y Bob Kurtzman, quienes contaron con la ayuda de aproximadamente una decena de personas.
Los primeros minutos Evil Dead II vuelven a contar los hechos ocurridos en la primera película, pero solo con los personajes de Ash y Linda. Según el director Sam Raimi, esto se debió a problemas con los derechos del primer filme:

"Intentamos conseguir los derechos de las secuencias de Evil Dead para utilizarlas al comienzo de Evil Dead II. Desafortunadamente, debido a que Irvin Shapiro vendió la película a tantos países, y a diferentes distribuidoras en cada país, habríamos tenido que acudir a cada uno de ellos -había probablemente alrededor de cincuenta- y obtener autorizaciones para usarlas en su territorio. Fue una situación muy extraña -algunos de los distribuidores habían ido incluso a la quiebra. Así que decidimos que debido a que no podíamos usar las secuencias, sólo tendríamos que volver a filmarlas, para contarle al público lo que sucedió, ya que la mayoría de la gente no había visto The Evil Dead".

Según el coguionista Scott Spiegel, el final de la película estuvo inspirado en la serie de televisión El túnel del tiempo, de Irwin Allen.

## Estreno
Evil Dead II fue estrenada el 13 de marzo de 1987 en Estados Unidos. La película recaudó $5.923.044 en aquel país. El título de la película fue traducido como Terroríficamente muertos en España, El despertar del Diablo 2 en México, Evil Dead 2: Noche alucinante en Argentina y Los muertos diabólicos 2 en Perú. Debido a su violencia, Evil Dead II fue prohibida en Islandia y Noruega.

## Recepción
La película recibió una buena respuesta por parte de la crítica cinematográfica, obteniendo un 88% de comentarios "frescos" en el sitio web Rotten Tomatoes y una puntuación de 69/100 en Metacritic. Matt Ford de la BBC sostuvo: «es una secuela que es incluso mejor que la original [...] Evil Dead II se encuentra entre las películas más visualmente inventivas, implacables, y originales jamás creadas». Por su parte, Roger Ebert del periódico estadounidense Chicago Sun-Times destacó el humor de la cinta, y sostuvo que en la película «la violencia y el gore son llevados a un extremo en que dejan de ser repugnantes y se vuelven surrealistas». Caryn James de The New York Times escribió que Evil Dead II «es una genuina, sino bizarra, prueba del talento y habilidad creativa de Sam Raimi».
La revista británica Empire la ubicó en el puesto número 49 de «las 500 mejores películas de todos los tiempos». En mayo de 2003, la revista Entertainment Weekly la ubicó en el puesto número 19 de «las 50 mejores películas de culto». La Chicago Film Critics Association la ubicó en el puesto número 25 de «las películas más terroríficas». Por su parte, el director de cine Edgar Wright se refirió a ella como una de sus seis películas de terror favoritas.

## Premios
| Premio                     | Categoría                  | Receptor(es)                          | Resultado |
| -------------------------- | -------------------------- | ------------------------------------- | --------- |
| Premios Saturn             | Mejor película de terror   |                                       | Nominada  |
| Premios Saturn             | Mejor maquillaje           | Mark Shostrom                         | Nominado  |
| Premios Saturn             | Mejores efectos especiales | Vern Hyde, Doug Beswick, Tom Sullivan | Nominados |
| Fantasporto                | Mejor película             | Sam Raimi                             | Nominado  |
| Festival de Cine de Sitges | Mejor película             | Sam Raimi                             | Nominado  |